# Finn Kalvik
Finn Bjørn Kalvik, född 30 april 1947 i Fåvang i Ringebu kommun i dåvarande Oppland fylke (nuvarande Innlandet fylke), är en norsk vissångare. Han skivdebuterade 1969 och under 1970-talet etablerade sig Kalvik som vissångare. Han deltog under flera år på Visfestivalen i Västervik tack vare sin nära bekantskap med Fred Åkerström. Det var i samband med detta som han blev bekant med Björn Ulvaeus och Benny Andersson. Den senare producerade Kalviks skivor från 1978 och 1981.
Kalvik deltog i Eurovision Song Contest 1981 med låten "Aldri i livet". Han slutade på sista plats och 0 poäng. Bidraget spelades in med engelsk text och fick titeln "Here In My Heart" och på inspelningen körade Agnetha Fältskog och Anni-Frid Lyngstad från Abba. Kalviks samarbete med Benny Andersson har fortsatt och år 2000 spelade han in sin version av Anderssons "Trøstevise" som en duett med CajsaStina Åkerström. År 2002 spelade Kalvik och Åkerström även in "Lilla vackra Anna" och "To tunger".

## Diskografi i urval
- 1971: Tusenfryd og grå hverdag
- 1972: finn:
- 1974: Nøkkelen ligger under matta
- 1976: To tunger
- 1976: Fyll mine seil
- 1977: Nederst mot himmelen
- 1978: Finn Kalviks beste
- 1979: Kom ut kom fram
- 1980: Finns beste
- 1980: Nærbilde av Finn Kalvik
- 1981: Natt og dag
- 1982: Tenn dine vakre øyne
- 1984: Det søte liv
- 1986: Lille persille
- 1988: Livets lyse side
- 1990: Spotlight Finn Kalvik
- 1991: Innsida ut
- 1995: I egne hender
- 2000: Imellom to evigheter
- 2002: Klassisk Kalvik
- 2004: Dagdrivernotater
- 2005: Klassisk Kalvik II
- 2007: Komplett klassisk Kalvik
- 2007: Bjerke/Hagerup/Kalvik
- 2010: Neste stasjon Grorud (med Erik Fosnes Hansen)
- 2012: Sommersangeren
- 2013: 50 favoritter (endast digitalt)
- 2017: Ingen vei hjem